# Реакції обміну
Реа́кція о́бміну, реа́кція ме́тате́зи — хімічна реакція між двома сполуками, при якій проходить обмін між обома реагентами реакційними групами чи йонами.
{\displaystyle {\ce {A{-}B + C{-}D -> A{-}D + C{-}B}}}

## Неорганічна хімія
У неорганічній хімії під час реакції обміну, наприклад, обмінюються катіони двох солей своїми аніонами :
{\displaystyle {\ce {AgNO_3(aq) + NaCl(aq) -> AgCl(s) + NaNO_3(aq)}}}
При заміні нітрат-йонів на йони Хлору у водному розчині випадає осад хлориду срібла.
Відбувається між кислотами і солями, кислотами і лугами(розчинними основами),кислотами і основними оксидами.

## Синтез силоксанів
Силоксанами називають клас неорганічних сполук, які складіються із ланцюгів -Si-O-Si-O з бічними ланцюгами радикала R -. У ролі радикала виступає атом Нідрогену або органічна сполука, що має функціональні групи.
Реакція синтезу силоксанів належать до реакції обміну, наприклад щоб отримати силоксанову функціональну групу необхідно гідролізувати хлорид кремнію: 

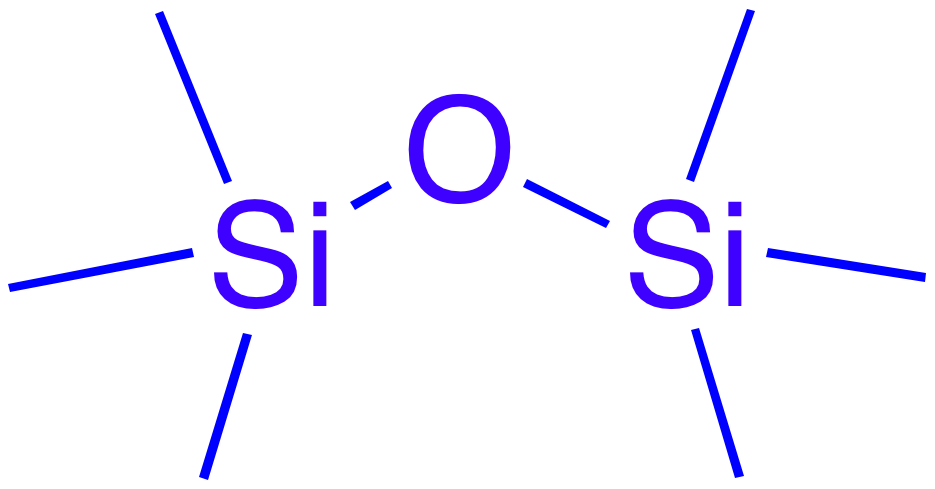
Силоксанова функціональна група

2R3Si-Cl+ H2O=R3Si - O-SiR3 + H2O

#### Реакції йонного обміну
Реакції, які проходять в розчинах електролітів також відносяться до обмінних, їх особливість полягає у тому, що в результаті реакції має утворитися малодисоціовані речовини, осад чи газуваті сполуки, наприклад:
{\displaystyle {\ce {Na2SO4 + BaCl2= BaSO4 v + 2NaCl}}} (молекулярне рівняння)
{\displaystyle {\ce {2Na+ + SO4^2- +Ba^2+ + 2Cl- = BaSO4 v + 2Na+ + 2Cl-}}} (повне йонне рівняння)

## Органічна хімія
У органічній хімії у реакції метатезису беруть участь радикали. Реакцію вперше спостерігав у 1950 роках при полімеризації етилену Карл Ціглер. Роботи Іва Шовена з Інституту Нафти Франції розкривають механізм цих реакцій та їх застосування в індустрії.
Реакція використовується в індустріальному масштабі (наприклад, корпорацією Royal Dutch Shell у Shell Higher Olefin Process) вже з 70 років 20 ст.
Проведення складніших органічних синтезів стало можливим із розробкою у 1990 роках стабільних каталізаторів Робертом Граббсом та Річардом Шроком.
Нарівні з проведенням реакцій у нафтохімії завдяки новим каталізаторам стало можливим проведення складних кільцевих реакцій метатезису (RCM, ring closing metathesis) при синтезі складних циклічних сполук для виробництва гормонів, антибіотиків, феромонів, гербіцидів.
Роберт Граббс, Річард Шрок та Ів Шовен у 2005 році за їхні роботи з хімії комплексів металкарбенів та їх застосування в каталітичних олефінових реакціях метатезису удостоєні Нобелівської премії з хімії. 

### Гідроліз імінів
При гідролізі, іміни утворюють карбоксильні сполуки і аміни:
R2C=NR1 + H2O → R2C=O + R1NH2

## Реакція нейтралізації
Одним із прикладів реакції обміну є реакція нейтралізації. 
Під час реакції кислота обмінюється компонентами із основою, наприклад :
{\displaystyle {\ce {HCl + NaOH=NaCl + H2O}}}
Цю реакцію використовують під час надання домедичної допомоги при хімічних опіках, наприклад - при опіках лугом використовують слабкий розчин оцтової кислоти.